# Moments of joy
Moments of joy is een lied van de symfonische rockgroep Kayak.
Kayak dreef destijds voornamelijk op composities van Ton Scherpenzeel. Aan deze song is te horen dat Scherpenzeel een klassieke opleiding heeft gekregen. Belangrijkste instrument op de compositie is de piano die hier semi-klassieke muziek ten uitvoer brengt, een beetje vermengd met jazzachtige klanken. Muzikale zinnen worden voornamelijk afgesloten door syncopische accenten, een manier van afsluiten die Scherpenzeel ook toepaste in Lyrics, toen met pauken, nu met toetsen. Ander belangrijk instrument op de opname is de hier begeleidende mellotron van Max Werner. De muziek doet de titel eer aan.
De wijze van componeren paste niet zo zeer bij de progressieve rock, je kan in dit nummer de muziek al horen die hij veel later zo schrijven bij liedjes van Youp van 't Hek. Het verscheen als track 7 op het album Royal Bed Bouncer.